# Білик Василь Степанович
Васи́ль Степа́нович Бі́лик (15 серпня 1992, Київ — 26 липня 2014, передмістя Луганська, Україна) — український військовик, вояк батальйону територіальної оборони «Айдар» МО України. Загинув у ході війни на сході України у передмісті Луганська. Нагороджений орденом «За мужність» ІІІ ступеня.

## Життєпис
Василь Білик народився в місті Києві. Навчався в Городенківській ЗОШ № 1, після 9-го класу — в Прикарпатському військово-спортивному ліцеї.
З 14 грудня 2013 року був учасником подій на Євромайдані в м. Києві, перебував у 11-й сотні «Самооборони».
Після повернення з Майдану записався добровольцем у батальйон «Айдар» і був скерований у Луганську область.
Загинув унаслідок поранення в голову 26 липня 2014 року в боях антитерористичної операції на Луганщині.
Похований з військовими почестями 29 липня 2014 року в Меморіальному сквері м. Івано-Франківська. Залишилася 2-річна донька.

## Нагороди та вшанування
28 червня за особисту мужність і високий професіоналізм, виявлені у захисті державного суверенітету та територіальної цілісності України, вірність військовій присязі нагороджений орденом «За мужність» ІІІ ступеня (посмертно).
- у травні 2015 року в Городенківській ЗОШ № 1 відкрито меморіальну дошку Василю Білику.